# Argeliers
Argeliers es una localidad  y comuna francesa, situada en el departamento del Aude en la región de Occitania, en el Minervois.
A sus habitantes se les conoce por el gentilicio Argeliésois.

## Demografía
| 1159 | 1133 | 1118 | 1218 | 1233 | 1237 |
| Para los censos de 1962 a 1999 la población legal corresponde a la población sin duplicidades (Fuente: INSEE [Consultar]) |      |      |      |      |      |

(Población sans doubles comptes según la metodología del INSEE).

## Personalidades ilustres
- Marcelin Albert (1851-1921), considerado el líder de la revuelta de los viticultores del Languedoc en 1907.